# فيقوع أزوري
فيقوع أزوري (الاسم العلمي: Tolpis azorica) هو نوع من النباتات يتبع جنس الفيقوع من الفصيلة النجمية.